# Domesticire
Domesticirea unei specii, animale sau vegetale, este procesul prin care sunt câștigate, pierdute sau dezvoltate caractere morfologice, fiziologice sau comportamentale, transmise ereditar, proces rezultat din interacțiunea prelungită, controlul sau selecția deliberată din partea unei comunității umane. Orice specie de pasăre sau mamifer poate fi domesticită.
Procesul de domesticire poate fi de durată lungă sau scurtă, în cadrul căruia se formează relații simbiotice între om și animalul în cauză. Ca urmare a domesticirii, animalul trece de sub controlul exclusiv al selecției naturale sub cel predominant al celei artificiale.

## Domesticirea animalelor
Domesticirea animalelor este un proces îndelungat, efectuat sub controlul omului, de transformare a animalelor sălbatice în animale domestice și de modificare a caracteristicilor lor biologice corespunzător intereselor lui economice.
A parcurs trei etape principale:

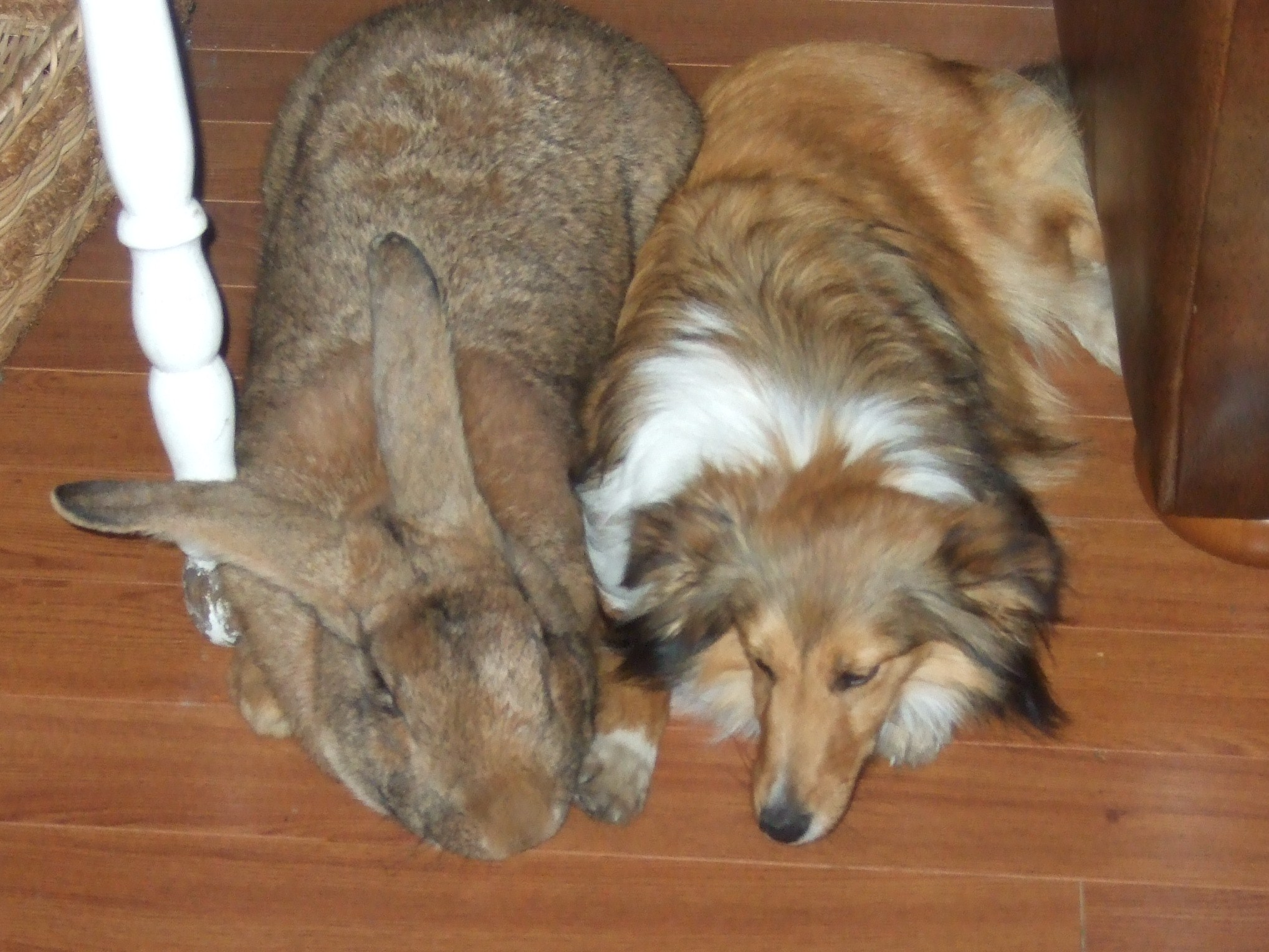
Iepure și câine domesticiți

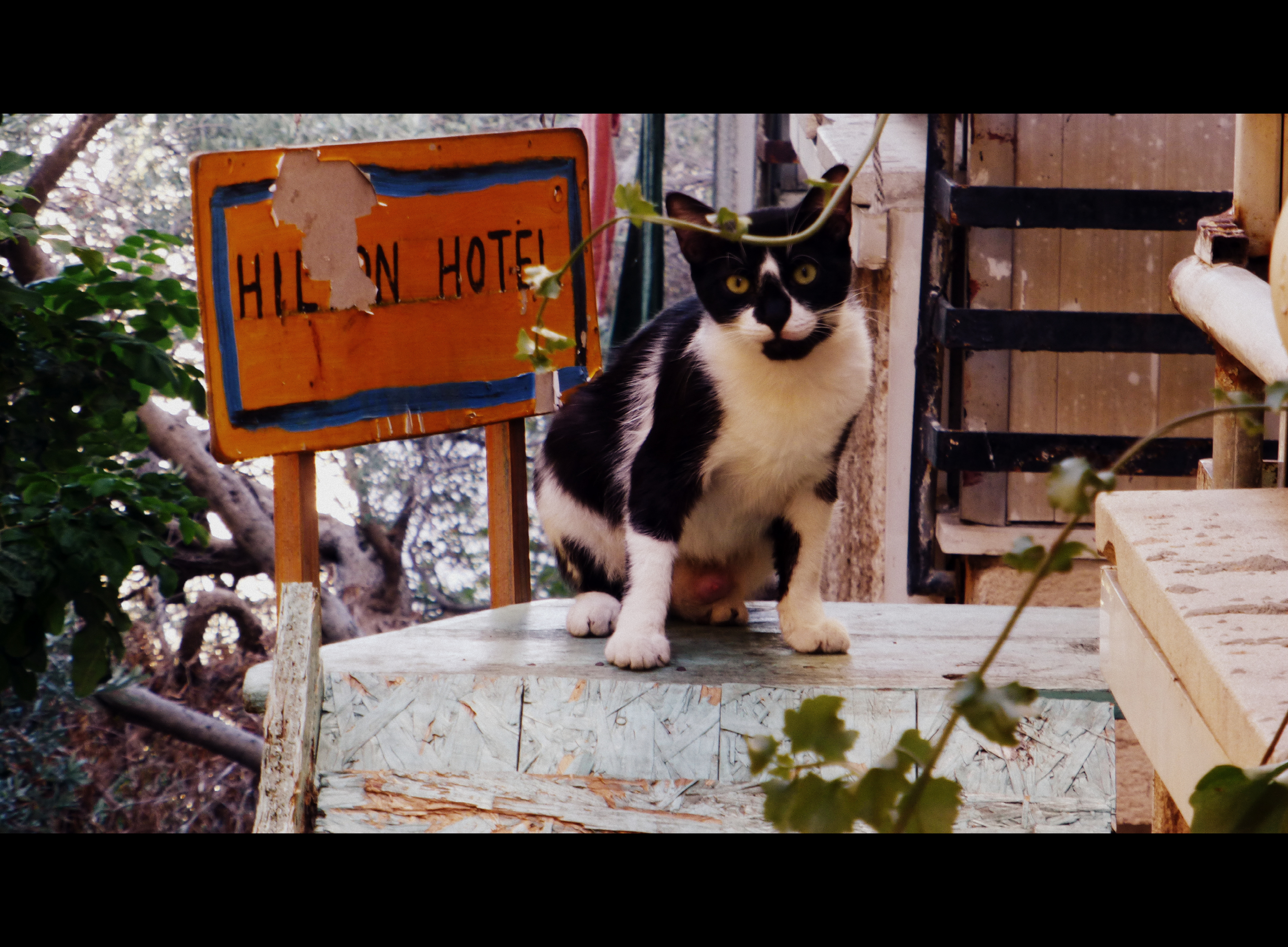
Pisică domesticită

- captivitatea: animalele sălbatice sunt ținute închise, nu se înmulțesc și, odată puse în libertate, își reiau viața sălbatică;
- îmblânzirea perioada în care animalele sunt menținute libere în cadrul gospodăriei, putându-se înmulți în anumite condiții;
- domesticirea propriu-zisă: animalele trăiesc libere pe lângă casa omului, se înmulțesc sub supravegherea acestuia și dau anumite produse sau aduc diferite servicii, nemaiputându-și relua viața sălbatică.

În ansamblu, procesul domesticirii animalelor a durat câteva mii de ani, iar omul a participat activ la desfășurarea acestui proces timp de sute de generații.
Domesticirea primelor animale și apariția creșterii animalelor au avut loc în perioada comunei primitive.

### Cronologia domesticirii animalelor
Ordinea cronologică (probabilă) de domesticire a animalelor, cu răspândire geografică pe întreaga planetă:
- Câinele - puii de lup ar fi fost alăptați cu lapte de către femei; omul era încă nomad.
- Oaia și capra - domesticire ca și puii de lup, alăptare de către femei; omul încă nomad, migra din loc în loc, în căutare de pășuni pentru oi și capre.
- Măgarul - puii de măgari sălbatici alăptați cu lapte de capră sau de oaie; omul era încă nomad.
- Calul - din cai sălbatici; domesticire ca și măgarul; omul era încă nomad.
- Porcul - din porci mistreți, alăptați cu lapte de oaie sau de capră; omul devenise sedentar.
- Albina - a fost domesticită pentru producția de miere.
- Vaca - din bovine sălbatice; domesticire ca și măgarul și calul; omul devenise sedentar.
- Găina, porumbelul și pisica - au venit ele la om, găsind mai ușor mâncare în preajma gospodăriei omului.
- Curcanul - a fost domesticit de azteci.
- Iepurele de casă - prin domesticirea iepurelui de vizuină.[2]
- Cobaiul - a fost domesticit pentru teste de laborator.

Alte animale domesticite au o răspândire geografică locală, cum ar fi alpaca, cămila, dromaderul, lama, iacul, bivolul, elefantul asiatic și renul.